# Володарська сільська рада (Топчихинський район)
Волода́рська сільська рада (рос. Володарский сельский совет) — сільське поселення у складі Топчихинського району Алтайського краю Росії.
Адміністративний центр та єдиний населений пункт — село Володарка.

## Населення
Населення — 712 осіб (2019; 850 в 2010, 1057 у 2002).